# Ріст мінералів

РІСТ МІНЕРАЛІВ (рос. рост минералов, англ. growth of minerals, нім. Wachstumsprozess m der Minerale) — збільшення в розмірах мінералів після їх зародження. Ріст може відбуватися шарами, зонами, секторами та ін. Швидкість росту визначається умовами мінералоутворюючого середовища.
- Ріст мінералів плоскими шарами за молекулярно-кінетичною теорією Косселя пояснюється як зародження плоских шарів у найвигіднішій (ґенеруючій) точці поверхні кристала і подальше розширення по ній. Різні місця кристалів неоднакові за кількістю енергії, яка виділяється при приєднанні молекул живлячої речовини (рис.1). Внаслідок цього найбільша імовірність приєднання йонів до тригранного кута (виділення енергії 0,8738), а найменша — до площини грані (енергія — 0,0662). Приєднання йонів до вершини (виділення енергії 0,2490) і грані (енергія 0,0903) призводить до утворення двогранного кута (енергія 0,4941). Приєднання йона до ряду дає енергетично найвигідніше місце — тригранний кут. Послідовне заповнення йонами енергетично найвигідніших місць на поверхні кристала і спричиняє виникнення плоского шару молекул. Отже, ріст плоскими шарами відбувається у послідовності: ряд — шар — наступний ряд — наступний шар і т. д.

- Ріст спіральними шарами тлумачиться теорією Франка як розвиток ґвинтових дислокацій. Спіральний механізм росту являє собою східчасте підвищення (рис. 2), яке безперервно розвивається на противагу переривчастій східчастості плоских шарів росту. При наявності східчастого підвищення завжди існує тригранний кут, тому цей механізм росту кристалів реалізується при меншому пересиченні середовища, ніж ріст кристалів плоскими шарами, і часто зустрічається в умовах пневматолітового мінералоутворення. На одній грані, як правило, розвивається спіральний ріст одного знака (напрямку): або правий, або лівий. Іноді механізм росту обумовлений двома ґвинтовими дислокаціями протилежного знака, відомі і складні переплетення спіралей росту, що обумовлено об'єднанням декількох дислокацій. Спіралі росту виявлено на кристалах багатьох мінералів — алмазу, графіту, гематиту, кварцу, апатиту, бариту, сфалериту, слюд, молібденіту і т. д.

- Мікроблочний (мозаїчний) ріст має місце тоді, коли в цей процес залучаються різновеликі елементи — від молекул до молекулярних комплексів і навіть окремих мікрокристалів.

- Кватаронний ріст мінералів з мікрокластерів, які утворюються у пересичених середовищах, має місце на нанорівні (див. наномінералогія). Кватаронна організація речовини активно вивчається і, можливо, є проміжною між живими і неживими структурами.

В умовах вільного росту у пухкому середовищі виникають ідіоморфні кристали, обмежені плоскими гранями (кристаломорфний ріст). В умовах стисненого росту утворюються кристали складної («неправильної») форми (ґрануломорфний ріст), які формують гірські породи і руди.
Ріст більших кристалів з кристалів меншого розміру, які мають вищу розчинність, ніж більші, називають "оствальдівське визрівання" (англ. Ostwald ripening).